# Columbus Challenger II 2022 - Doppio
Tennys Sandgren e Mikael Torpegaard erano i detentori del titolo ma hanno deciso di non partecipare.
In finale Julian Cash e Henry Patten hanno sconfitto Charles Broom e Constantin Frantzen con il punteggio di 6-2, 7-5.

## Teste di serie
1. Julian Cash  /  Henry Patten (campioni)
2. Nicolás Mejía /  Roberto Quiroz (primo turno)

1. Enzo Couacaud /  Andrew Harris (quarti di finale)
2. Benjamin Lock /  Courtney John Lock (primo turno)

## Wildcard
1. Preston Stearns /  Reece Yakubov (primo turno)

1. Robert Cash /  Matěj Vocel (semifinale)

## Tabellone

### Legenda
| - Q = Qualificato - WC = Wild card - LL = Lucky loser | - ALT = Alternate - SE = Special Exempt - PR = Protected Ranking | - w/o = Walkover - r = Ritirato - d = Squalificato |

|  | Primo turno | Primo turno         | Primo turno         | Primo turno        | Primo turno        |  |  | Quarti di finale | Quarti di finale    | Quarti di finale    | Quarti di finale   | Quarti di finale   |   |   | Semifinali | Semifinali               | Semifinali               | Semifinali                        | Semifinali                        |   |   | Finale | Finale | Finale | Finale | Finale |  |
|  |             |                     |                     |                    |                    |  |  |                  |                     |                     |                    |                    |   |   |            |                          |                          |                                   |                                   |   |   |        |        |        |        |        |  |
|  | 1           | J Cash H Patten     | J Cash H Patten     | J Cash H Patten    | J Cash H Patten    |  |  |                  |                     |                     |                    |                    |   |   |            |                          |                          |                                   |                                   |   |   |        |        |        |        |        |  |
|  |             | Bye                 | Bye                 | Bye                | Bye                |  |  | 1                | J Cash H Patten     | J Cash H Patten     | 6                  | 6                  |   |   |            |                          |                          |                                   |                                   |   |   |        |        |        |        |        |  |
|  |             | J Anthrop A Bernard | J Anthrop A Bernard | 4                  | 2                  |  |  |                  | A McHugh R Stalder  | A McHugh R Stalder  | 2                  | 3                  |   |   |            |                          |                          |                                   |                                   |   |   |        |        |        |        |        |  |
|  |             | A McHugh R Stalder  | A McHugh R Stalder  | 6                  | 6                  |  |  |                  |                     |                     |                    |                    |   |   | 1          | J Cash H Patten          | J Cash H Patten          | 6                                 | 6                                 |   |   |        |        |        |        |        |  |
|  | 3           | E Couacaud A Harris | E Couacaud A Harris | 6                  | 7                  |  |  |                  |                     |                     | C Kingsley J Tracy | C Kingsley J Tracy | 2 | 2 |            |                          |                          |                                   |                                   |   |   |        |        |        |        |        |  |
|  |             | R Smith D Young     | R Smith D Young     | 4                  | 6(1)               |  |  | 3                | E Couacaud A Harris | E Couacaud A Harris | 1                  | 4                  |   |   |            |                          |                          |                                   |                                   |   |   |        |        |        |        |        |  |
|  |             | Bye                 | Bye                 | Bye                | Bye                |  |  |                  | C Kingsley J Tracy  | C Kingsley J Tracy  | 6                  | 6                  |   |   |            |                          |                          |                                   |                                   |   |   |        |        |        |        |        |  |
|  |             | C Kingsley J Tracy  | C Kingsley J Tracy  | C Kingsley J Tracy | C Kingsley J Tracy |  |  |                  |                     |                     |                    |                    |   |   | 1          | Julian Cash Henry Patten | Julian Cash Henry Patten | 6                                 | 7                                 |   |   |        |        |        |        |        |  |
|  |             | J Boulais J Trotter | 5                   | 6                  | [10]               |  |  |                  |                     |                     |                    |                    |   |   |            |                          |                          | Charles Broom Constantin Frantzen | Charles Broom Constantin Frantzen | 2 | 5 |        |        |        |        |        |  |
|  | WC          | P Stearns R Yakubov | 7                   | 2                  | [4]                |  |  |                  | J Boulais J Trotter | 7                   | 63                 | [12]               |   |   |            |                          |                          |                                   |                                   |   |   |        |        |        |        |        |  |
|  |             | C Broom C Frantzen  | 4                   | 6                  | [10]               |  |  |                  | C Broom C Frantzen  | 65                  | 7                  | [14]               |   |   |            |                          |                          |                                   |                                   |   |   |        |        |        |        |        |  |
|  | 4           | B Lock C Lock       | 6                   | 3                  | [2]                |  |  |                  |                     |                     |                    |                    |   |   |            | C Broom C Frantzen       | C Broom C Frantzen       | 6                                 | 6                                 |   |   |        |        |        |        |        |  |
|  |             | D Glinka KK Saar    | D Glinka KK Saar    | 6                  | 7                  |  |  |                  |                     | WC                  | R Cash M Vocel     | R Cash M Vocel     | 4 | 4 |            |                          |                          |                                   |                                   |   |   |        |        |        |        |        |  |
|  |             | N Chappell E Zhu    | N Chappell E Zhu    | 4                  | 5                  |  |  |                  | D Glinka KK Saar    | D Glinka KK Saar    | 1                  | 611                |   |   |            |                          |                          |                                   |                                   |   |   |        |        |        |        |        |  |
|  | WC          | R Cash M Vocel      | R Cash M Vocel      | 6                  | 6                  |  |  | WC               | R Cash M Vocel      | R Cash M Vocel      | 6                  | 7                  |   |   |            |                          |                          |                                   |                                   |   |   |        |        |        |        |        |  |
|  | 2           | N Mejía R Quiroz    | N Mejía R Quiroz    | 3                  | 1                  |  |  |                  |                     |                     |                    |                    |   |   |            |                          |                          |                                   |                                   |   |   |        |        |        |        |        |  |